# Szent Kereszt felmagasztalása templom (Székelykeresztúr)
A székelykeresztúri Szent Kereszt felmagasztalása templom műemlékké nyilvánított épület Romániában, Hargita megyében. A romániai műemlékek jegyzékében a HR-II-m-A-12805 sorszámon szerepel.